# Cyanocorax cyanomelas
Cyanocorax cyanomelas là một loài chim trong họ Corvidae.